# Desmascula desdemona
Desmascula desdemona är en svampdjursart som beskrevs av de Laubenfels 1950. Desmascula desdemona ingår i släktet Desmascula och familjen Azoricidae.
Artens utbredningsområde är havet utanför Bermuda. Inga underarter finns listade i Catalogue of Life.